# Renaud Archambault de Beaune
Pour les articles homonymes, voir Archambault (homonymie) et Beaune (homonymie).
Renaud Henri Pierre Claude Archambault de Beaune, né à Versailles le 8 avril 1944, est un peintre dessinateur français, travaillant à Charleville (Marne).

## Biographie
Renaud Archambault de Beaune effectue ses études à l'École nationale supérieure des beaux-arts de Paris en section Architecture puis en section Peinture. Il y rencontre Pedro Tramullas, sculpteur Espagnol avec qui il devient rapidement ami, qui l'invitera en 1976, à participer au 2e symposium de sculpture et peinture de la vallée de Hecho (Espagne).  Il y réalisera une importante peinture murale sur la façade du Musée.
Il devient en 1967 enseignant de dessin et d'art plastique pour les étudiants en architecture de l'ENSBA. Il poursuivra cet enseignement auquel s'ajoutera des cours de dessin académique et de perspective à l'École Nationale Supérieure d'Architecture de Paris Val de Seine (école partageant les locaux de l'ENSBA) jusqu'en 2010.
Dans le même temps, il collabore avec de nombreux architectes et développe une œuvre dessinée à la plume et à l'encre chinoise. Ses œuvres sont présentes dans de nombreuses collections privées et publiques.
Différents musées lui ont consacré des expositions personnelles :
- Soissons 1997
- Musée National des Beaux Arts de Malte 1988
- Villefranche-sur-Mer 1999
- Thonon-les-Bains 2006
- Villefranche-de-Rouergue 2006